# Condado de Freestone
O Condado de Freestone é um dos 254 condados do estado norte-americano do Texas. A sede do condado é Fairfield, e sua maior cidade é Fairfield.
O condado possui uma área de 2 311 km² (dos quais 38 km² estão cobertos por água), uma população de 17 867 habitantes, e uma densidade populacional de 8 hab/km² (segundo o censo nacional de 2000).
O condado foi criado em 1850.